# Panesthia triangulifera
Panesthia triangulifera är en kackerlacksart som beskrevs av Hanitsch 1927. Panesthia triangulifera ingår i släktet Panesthia och familjen jättekackerlackor.
Artens utbredningsområde är Vietnam. Inga underarter finns listade i Catalogue of Life.